# Aughris Head SPA
Aughris Head SPA este o arie protejată (arie de protecție specială avifaunistică — SPA) din Irlanda întinsă pe o suprafață de 54,8 ha, integral pe uscat.

## Localizare
Centrul sitului Aughris Head SPA este situat la coordonatele 54°16′43″N 8°46′26″W / 54.278735°N 8.773769°V.

## Înființare
Situl Aughris Head SPA a fost declarat arie de protecție specială avifaunistică în februarie 2002 pentru a proteja 4 specii de animale.

## Biodiversitate
Situată în ecoregiunea atlantică, aria protejată nu include niciun habitat protejat.
La baza desemnării sitului se află mai multe specii protejate de  păsări (4): alca (Alca torda), Fulmarus glacialis, Rissa tridactyla, Uria aalge.
Pe lângă speciile protejate, pe teritoriul sitului au mai fost identificate 2 specii de păsări.